# Pioneer Corporation
 (јап. パイオニア株式会社, Paionia Kabushiki-gaisha), често само Pioneer, мултинационална је корпорација специјализована за производњу електронике из Јапана. Компанију је основао Нозому Матсумото 1938. године у Токију као сервис за поправку радија и звучника, а садашњи председник је Сусуму Котани.
Pioneer је играо улогу у развијању интерактивне кабловске телевизије, LaserDisc читача, првог аутомобилског компакт-диск читача, првог предњег ауто стереа који се може скинути, SuperTuner технологије, -DVD}- технологије и DVD рекордера, плазма екрана (брендираних као Kuro) и -OLED}- екрана. Компанија ради у развоју и производњи оптичких медија, дисплеј технологија и софтвера. Sharp Corporation од 2007. године има 14% учешћа у компанији, које је смањено на 9%, али је и даље највећи деоничар, затим -Honda}-, која има отприлике 4% учешћа у деоницама и меморандум између две компаније 2010. ради ојачавања пословних веза.
У марту 2010. године, Pioneer је престао да производи телевизоре, као што су и најавили 12. фебруара 2009. године. 25. јуна 2009. године, Sharp Corporation је пристао на заједничко улагање у њихове оптичке медије а под називом Pioneer Digital Design and Manufacturing Corporation. Септембра 2014. године, Pioneer је пристао да прода Pioneer Home Electronics компанији -Onkyo}-, а марта 2015. је продао свој огранак за ди-џеј опремy компанији -KKR}-, што је резултирало оснивањем посебног бренда Pioneer DJ, независног од Pioneer-а.

## Историја
- 1937: Оснивач Pioneer-а, Нозому Матсумото, развија A-8 динамичке звучнике.
- Јануар 1938: Fukuin Shokai Denki Seisakusho (претеча Pioneer-а) основана је у Токију.
- Мај 1947: Fukuin Denki постаје корпорација.
- Децембар 1953: на тржишту су представљени Hi-Fi PE-8 звучници.
- Јун 1961: име компаније је промењено у Pioneer Electronic Corporation.
- Октобар 1961: деонице су постављене на Токијској берзи (друга секција).
- Јун 1962: представљен је први независни стерео-систем.
- Март 1966: основана продајна представништва у САД и Европи.
- Фебруар 1968: деонице су постављене на Токијској берзи (прва секција).
- Април 1968: деонице су постављене на берзи у Осаки.
- Фебруар 1969: деонице су постављене на Амстердамској берзи (Euronext Amsterdam). Амерички МРС започиње с консолидирањем финансијских извештаја.
- Август 1971: представљен је формат кертриџа HiPac.
- 1973: представљен је магнетофон RT-1020L.
- Новембар 1975: представљен је први независни аутомобилски стерео-систем.
- 1976: представљен је Hi-Fi звучник HPM-100.
- Децембар 1976: деонице су постављене на Њујоршкој берзи.
- Децембар 1977: представљен је први двосмерни адресабилни CATV систем у САД. (са Warner Cable-ом).
- 1978: представљен је SX-1980 пријемник.
- Фебруар 1979: представљен је  читач за индустријску употребу.
- Јун 1980: представљен је  читач за кућну употребу у САД.
- Октобар 1981: представљен је  читач за кућну употребу и 70 LD софтвера у Јапану.
- Октобар 1982: представљен је LD караоке систем за пословну употребу.
- Новембар 1982: представљен је CD читач.
- Септембар 1984: представљен је први LD читач компатибилан са CD и LD дисковима.
- Октобар 1984: представљен је први аутомобилски CD читач.
- Децембар 1985: представљен је пројекциони монитор од 40 инча.[4]
- Јун 1990: представљен је први  навигациони систем заснован на информацијама са -а.
- Јун 1992: Pioneer Corporation оснива регионалну подружницу у југоисточној Азији.
- Октобар 1992: представљен је први четвороструки CD-ROM.
- Јун 1996:
  - Токорозава Плант добија ISO 14001 сертификат.
  -  представља Pioneer Karaoke Channel, сателитски телевизијски канал за музичке спотове и караоке.
- Децембар 1996: представљен је DVD/CD читач и први DVD/LD/CD компатибилни читач за кућну употребу.
- Мај 1997: Почиње са снабдевањем дигиталне сателитске телевизије путем сет-топ боксова у Европи.
- Јун 1997: Представљен је први  навигациони систем заснован на информацијама са -а.
- Октобар 1997: представљен је први DVD-R оптички медиј.
- Новембар 1997: представљен је аутомобилски аудио-систем опремљен OEL-ом.
- Децембар 1997: представљен је први плазма екран са виском резолуцијом од 50 инча за комерцијалну употребу.
- Јун 1998: представљен је први GPS навигациони систем заснован на информацијама са DVD-а са двоструким записом (8,5 GB).
- Јануар 1999: представљен је нови логотип корпорације.
- Април 1999: почиње снабдевање дигиталне CATV сет-топ боксова у САД.
- Јун 1999: енглеска компанија мења име у Pioneer Corporation.[5]
- Децембар 1999: представљен је први DVD рекордер компатибилан са форматом DVD-RW.
- Март 2000: Тохоку Пионир деонице се налазе на Токијској берзи(друга секција).
- Јун 2001: представљен је први аутомобилски  навигациони систем са хард-диском.
- Јул 2001: представљен је светски слоган „sound.vision.soul”.
- Новембар 2002: представљен је аутомобилски  навигациони систем са бежичним комуникацијским модулом.
- Новембар 2002: представљен је DVD рекордер са хард-диском.
- Март 2003: у САД је представљен CATV сет-топ бокс са могућношћу дигиталног ТВ сигнала високе резолуције.
- Септембар 2003: укупна продаја DVD резача за рачунарску употребу широм света прелази 5 милиона комада.
- Јул 2004: представљен је DVJ-X1, њихов први DVD читач за професионалне ди-џејеве и ви-џејеве.
- Октобар 1, 2004: Pioneer Plasma Display Corporation (раније NEC Plasma Display Corporation) почиње са радом.
- Јануар 2006: Председник Канео Ито и канцелар Кања Матсумото, син оснивача компаније, напуштају своје положаје због преузимања одговорности за слабе карактеристике DVD рекордера и плазма телевизора. Потпредседник Тамихико Судо је именован новим председником и његова нова пословна функција ступа на снагу 1. јануара, одлуком управног одбора.
- Децембар 2006: Pioneer затвара своју фабрику за производњу аудио-опреме и компонената за аутомобиле у Сингапуру.
- Јануар 2007: Pioneer представља плазму дебљине 9 мм (0,35 инчи), као и плазму која може да прикаже екстремни констраст.
- Јул 2008: Pioneer развија  Blu-ray диск са записом са 16 слојева (400 GB података).[6]
- Новембар 2009: Pioneer премешта седиште из Токија у Кавасаки.[7]
- Септембар 2009: Pioneer најављује два нова читача за ди-џеј опрему, CDJ-900[8] и .[9]
- Март 2010: Pioneer престаје са производњом телевизора.
- Мај 2010: Pioneer представља два нова софтверска контролера за ди-џејеве, DDJ-S1 и DDJ-T1.
- Мај 2011: Pioneer најављује представљање концепта паметног аутомобила са комплетном ди-џеј поставком.
- Октобар 2011: Pioneer званично представља нови ди-џеј контролер са два канала назван DDJ-ERGO.
- Мај 2012 – Pioneer представља Cyber Navi AR-HUD, први аутомобилски навигациони систем са хед-ап екраном (HUD) који користи технологију скенирања ласерским зраком коју је развио MicroVision, Inc..
- Август 2012: Pioneer званично представља XDJ-AERO, свој први бежични ди-џеј систем који репродукује музику са паметних телефона и таблета путем Wi-Fi-а.
- Април 2013: Pioneer званично представља DJM-750.
- Септембар 2014 :  продаје своју фирму опреме за ди-џејеве приватној фирми KKR за око 59 милијарди јена ($550 милиона).[10]
- Март 2016: Pioneer премешта седиште из Кавасакија у Токио.[11]

## Брендови и уређаји
- – аутомобилска електроника
- - електронски производи високог квалитета и цене. Већина ових производа има црни „уруши” лак.
 производи укључују аудио-видео пријемнике, LaserDisc читаче, CD читаче, DVD читаче, рачунарске плазма мониторе и телевизоре [укинуто], и пројекцијску телевизију. Пионир елите је дебитовао свој први Blu-ray диск читач, BDP-HD1, у јануару 2007. године.[12] Pioneer је представио први плазма дисплеј од 1080p, у Про-FHD1.
На лето 2007. године, Pioneer је објавио линију Kuro плазма екрана, за које компанија тврди да имају најдубљу црну боју од свих равних екрана, која доводи до јачег контраста и много реалнијих слика.[13] Реч куро на јапанском значи црно.
- (само у Јапану) – аутомобилска електроника
- (Северна Америка) – аутомобилска електроника високог квалитета [укинуто]
- - технички аудио-уређаји. На првом месту познат као произвођач високо ефикасних аудио компонената за звучнике и комплетних аудио система за комерцијално аудио појачање и студија за снимање. База за операције у САД се налази у Јужној Калифорнији, са ограниченим дизајном/производњом на лицу места. С радом је почела у раним 1980-им и наставља до данас са ограниченом понудом аудио компонената и проширеном понудом звучника и електронике за комерцијалну употребу.
- – ди-џеј опрема
- - бренд премијум звучних система са OEM-ом за аутомобиле марке General Motors: Chevrolet Cobalt, Chevrolet Cruze, Chevrolet Malibu, Chevrolet Equinox, GMC Terrain, Pontiac G5 и Pontiac Torrent, као премијум аудио-систем са седам звучника, и премијум аудио-систем за Ford Ranger, Honda Ridgeline и Mazda B камионете.

## 
(кин: 先鋒卡拉OK頻道; пин: Xiān Fēng Kǎ Lā OK Pín Dào) је канал сателитске телевизије који приказује азијске музичке спотове и караоке 24 часа дневно. Pioneer и малезијски сателитски емитер Astro су га званично покренули јануара 1996. године.

## Уређаји
- уређај Pioneer Avic, укључујући TMC карактеристике.